# Thymoites nentwigi
Thymoites nentwigi là một loài nhện trong họ Theridiidae.
Loài này thuộc chi Thymoites. Thymoites nentwigi được Hajime Yoshida miêu tả năm 1994.